# Recticel
Die Recticel S.A. ist ein belgischer, börsennotierter Hersteller von Produkten aus Polyurethanschaum (Weichschaum, Bettwaren, Bauisolierungen, Automobilbereich). 
Im November 2020 verkündete das Unternehmen die Akquisition der FoamPartner Firmengruppe, die sie von der Schweizer Conzzeta AG für rund 270 Millionen Schweizer Franken erwarb.

## Produkte
Die Firma wurde 1778 von Jan-Frans Cooppal gegründet und produzierte anfangs Sprengstoff. Ab 1952 wechselte man zur Polyurethane-Herstellung unter Lizenz von Bayer. 2008 hatte Recticel mit über 11.000 Mitarbeitern in 27 Ländern, die vor allem in Europa beschäftigt waren, 1,6 Milliarden Euro Umsatz. Eingetragene Marken des Unternehmens sind unter anderem Lattoflex und Schlaraffia. Schweizer Tochter ist die Recticel Bedding AG.
Nach eigenen Angaben ist Recticel in Europa ein führender Hersteller von Polyurethanschaum. Der Einsatz der Schäume ist vielseitig. Recticel definiert die vier Geschäftsbereiche als "flexible Schaumstoffe", "Bettwaren", "Isolierung" und "Automotive".
Anfang 2014 wurde gegen Recticel (zusammen mit seinen Mitbewerbern Vita und Carpenter sowie der eigenen Joint Venture Eurofoam) eine Kartellstrafe von 7,5 Mio. € verhängt.

## Marke Schlaraffia
Der in Deutschland bekannte Markenname ist "Schlaraffia". Die konzerneigene Tochter Recticel Schlafkomfort GmbH mit Sitz in Bochum vertreibt unter dieser ausschließlich in Deutschland genutzten Marke Matratzen und Bettgestelle. Mit dem Verkauf von Matratzen und Bettgestellen machte Recticel in 2009 einen Umsatz von 312,6 Mio. €, wobei es sich bei 60,9 % aller verkauften Matratzen um Kaltschaummatratzen handelt.
Der wichtigste Markt für die von Recticel angebotenen Bettwaren ist mit einem Anteil von 37,2 % Deutschland.
Recticel Schlafkomfort GmbH wurde am 1. April 2022 an die portugiesische Aquinos-Gruppe verkauft und firmiert nunmehr als Aquino Bedding GmbH.